# Хансон, Леонард
Леонард Хансон (англ. Leonard Hanson; 1 ноября 1887, Брадфорд — 27 октября 1949, Брадфорд) — британский гимнаст, бронзовый призёр летних Олимпийских игр 1912 года в командном первенстве. Участвовал также в индивидуальных соревнованиях на летних Олимпиадах 1908 (точное место неизвестно) и 1912 годов (12-е место).